# Храм Димитрия Солунского (Новое Семёновское)
Храм Димитрия Солунского в Новом Семёновском — православный храм в Новом Семёновском в Тверской области. Относится к Тверской и Кашинской епархии. Храм имеет четыре придела: главный придел Св. Вмч. Димитрия Солунского, а также приделы в честь Вознесения Господня, пророка Илии и Архангела Михаила. Является памятником культуры областного (регионального) значения РСФСР.

## История
Первые упоминания о деревянной церкви в честь святого великомученика Димитрия Солунского в селе Семёновском относятся к 1744 году. Изначально она располагалась на погосте в полукилометре от села (старое Семёновское), отделённого от него рекой Инга. В 1780 году пожар уничтожил всё село, однако вскоре оно было восстановлено и новую церковь построили за рекой Ингой.
Со временем вокруг него возникло село Новое Семёновское. В 1783 году храм был освящён вновь в честь великомученика Димитрия Солунского.
В 1815 году началось строительство нового каменного храма на средства прихожан, завершившееся в 1822 году. Этот храм, однопрестольный и с высоким куполом, был освящён в честь Димитрия Солунского. Старая деревянная церковь была разобрана, и её материалы использованы для строительства церковной ограды. Позже, после 1828 года, с южной стороны храма была прорублена арка и устроен придел Вознесения Господня.
В 1876 году в трапезной части храма был освящён придел в честь святого пророка Илии. Для проведения богослужений в холодное время года, в начале XX века (после 1902 года), с южной стороны трапезной части храма был освящён ещё один придел в честь Архангела Михаила.
Одной из достопримечательностей дореволюционного храма было резное изображение Спасителя, выполненное Тверским мастером.
В 1937 году церковь была закрыта. Здание использовалось сначала как кинотеатр, а затем как зерновой склад местного совхоза.
Церковь пережила тяжёлые испытания в годы Великой Отечественной войны. При контрнаступление Красной армии в декабре 1941 года северная сторона храма значительно пострадала от артиллерии и стрелкового оружия.

## Восстановление храма

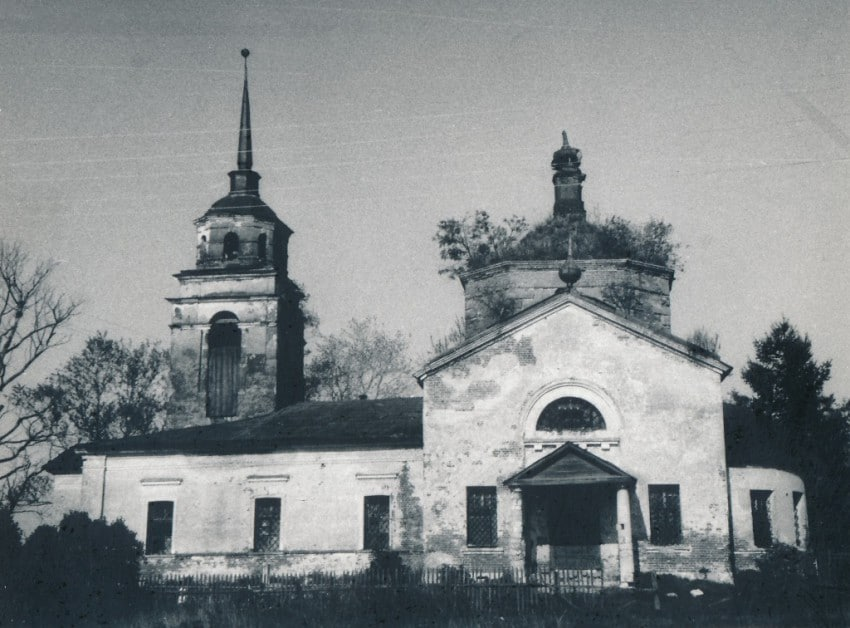
Храм Димитрия Солунского, 1993

Храм начал возрождаться в 1990-х годах благодаря усилиям прихожан, местной общины и благотворителей. В ходе восстановления были обновлены кровля, купола, внутренние помещения, проведено электричество и восстановлены иконы.
К 2024 году завершили работы по реставрации внешней части храма. Работы по внутренней отделке продолжаются.
8 ноября, в день памяти св. вмч. Димитрия Солунского, после реставрации, были освящены и установлены кресты на купола.

## Престольные праздники
В храме отмечаются несколько престольных праздников:
Вознесение Господне: Двунадесятый праздник, отмечаемый на 40-й день после Пасхи, в память о вознесении Иисуса Христа на небо.
2 августа — Пророк Божий Илия: День памяти одного из наиболее почитаемых ветхозаветных пророков.
19 сентября — Чудо Архистратига Михаила в Хонех.
8 ноября — Святой Великомученик Димитрий Солунский Мироточивый: Главный престольный праздник.
21 ноября — Собор Архистратига Михаила и прочих Небесных Сил бесплотных.

## Храм в 2024 году
В воскресные дни, по окончании богослужений, в храме проводятся регулярные занятия для детей и взрослых. Для детей организованы мастер-классы по рукоделию, лепке, росписи фигурок, выжиганию по дереву и другим видам творчества. Взрослые могут посещать занятия и участвовать в просветительных беседах со священнослужителями, которые способствуют укреплению духовной жизни прихожан.

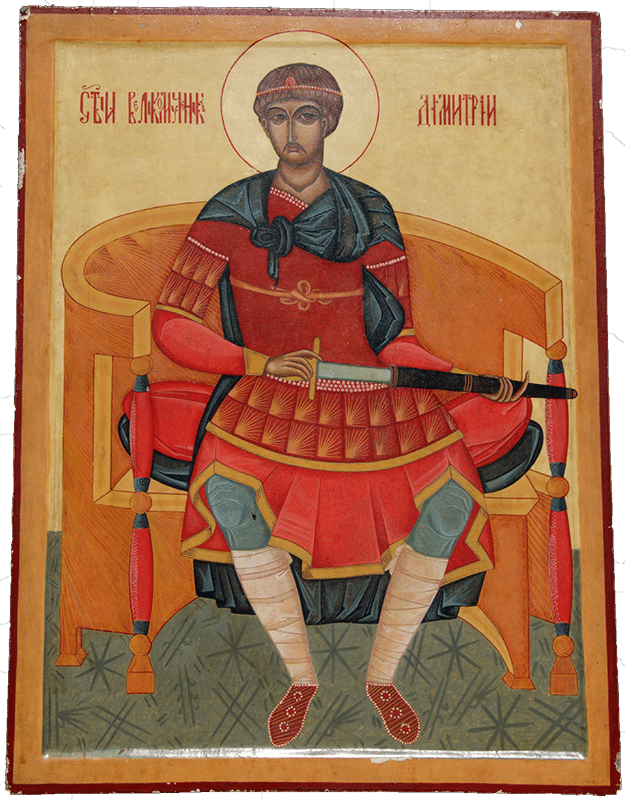
Икона Димитрия Солунского
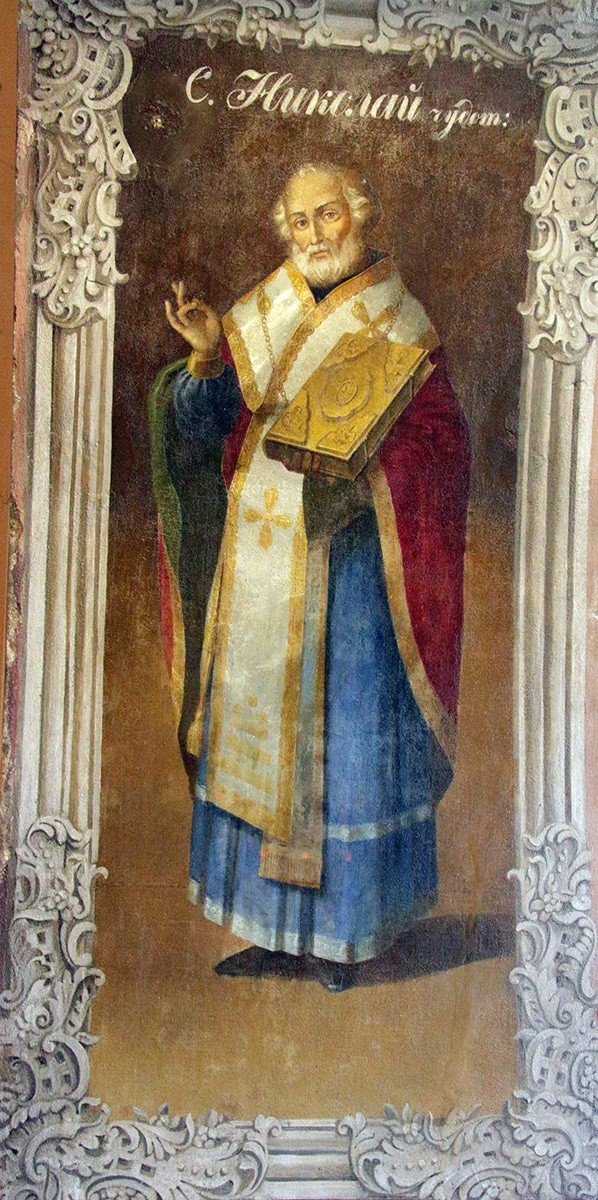
Роспись на стене храма «Святитель Николай Чудотворец»
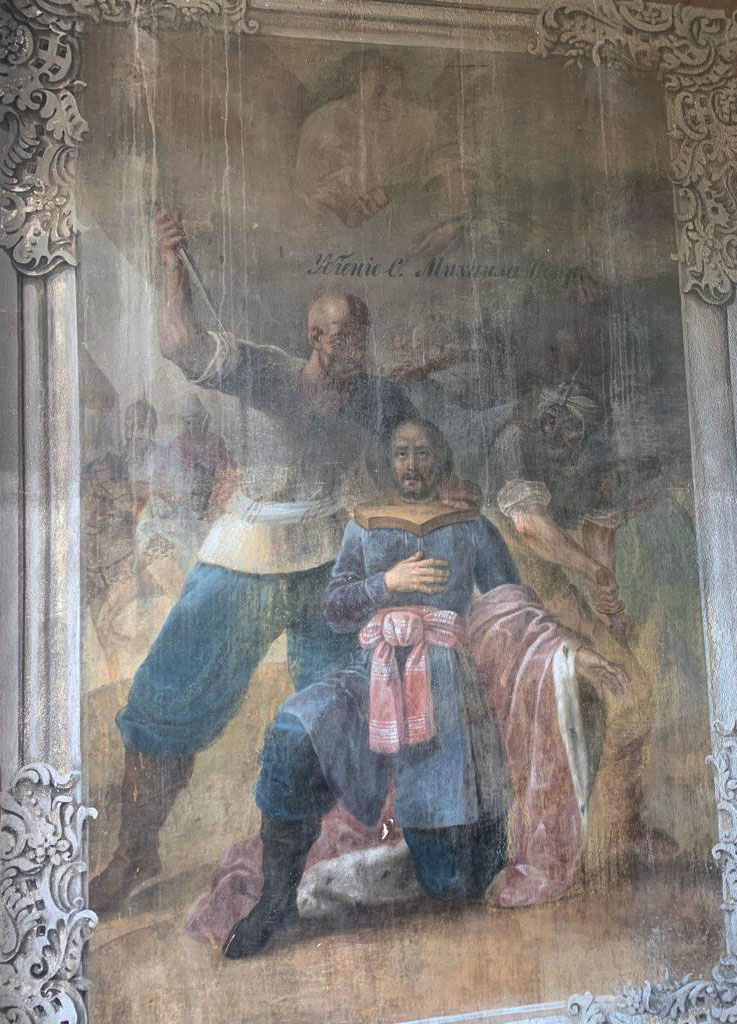
Роспись на стене храма «Убиение Михаила Тверского»